# Denver Broncos

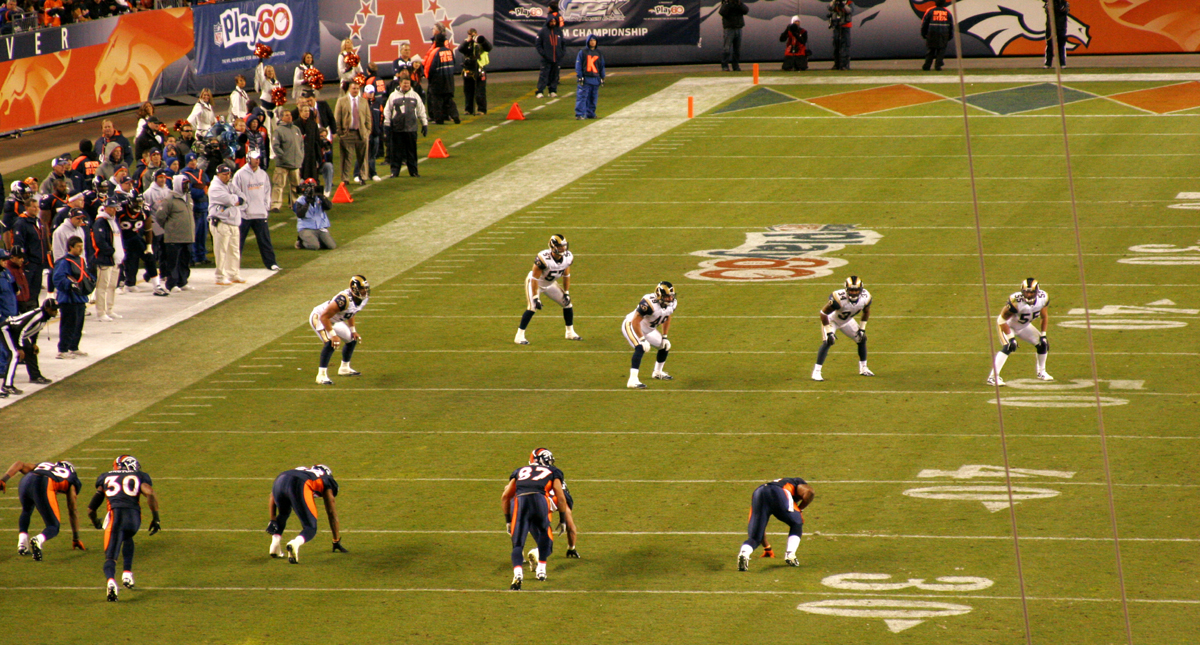
Denver Boncos vs. St. Louis Rams in 2010

De Denver Broncos (of simpelweg de Broncos) is een American footballteam uit Denver in de staat Colorado. Ze komen uit in de westdivisie van de American Football Conference (AFC), dat onderdeel is van de National Football League (NFL). Met acht deelnamen aan de Super Bowl zijn de Broncos een van de succesvolste teams in de NFL. Het grote succes bestaat verder uit de grote steun van de supporters, gemeten naar zowel kijkcijfers als merchandise.
Op 1 februari 2022 werd door de Pat Bowlen Trust bekendgemaakt dat het verkoopproces van de Broncos was begonnen. De verkoop van de franchise maakte een einde aan een 38-jarig tijdperk voor de familie Bowlen. In een verklaring op de teamwebsite maakte Broncos-president en CEO Joe Ellis bekend dat Steve Greenberg van de firma Allen & Company was aangesteld als financieel adviseur. Daarnaast was Joe Lecesse van de firma Proskauer Rose LLP aangesteld om de transitie van eigenaarschap juridisch te begeleiden. Tijdschrift Forbes schatte de waarde van het team in 2021 op 3,75 miljard dollar.
Op 9 augustus 2022 werd officieel aangekondigd dat de Walton-Penner Family Ownership Group het team voor een recordbedrag in de sportgeschiedenis, 4,65 miljard dollar, had overgenomen van de Pat Bowlen Trust. Dit was het hoogste bedrag dat ooit was betaald voor de overname van een sportteam en meer dan het dubbele van de aankoopprijs die David Tapper in 2018 betaalde voor de overname van de Carolina Panthers (2,2 miljard).
Tijdens een persconferentie na de stemming van de eigenaren merkte Walton, samen met zijn dochter, Carrie Walton-Penner, en schoonzoon, Greg Penner, op dat de Broncos de enige sportfranchise was die ze wilden kopen en dat hun interesse om het team te kopen tien jaar eerder was ontstaan.

## Geschiedenis
Het team begon in 1960 met spelen in de nieuwe American Football League. Op 9 september 1960 wonnen ze zelfs de eerste AFL-wedstrijd; 10–13 in een uitduel tegen de Boston Patriots. Na zes wedstrijden (vier gewonnen) gingen de Broncos aan kop in hun divisie, maar van de overige wedstrijden wisten ze er geen enkele meer te winnen. Uiteindelijk werden ze laatste in hun divisie en dat zette de toon voor de rest van het decennium: zes van de tien seizoenen eindigde het team als laatste in hun divisie en geen enkele keer slaagden ze erin om een winning record (meer zeges dan nederlagen) te behalen.
De eerste drie jaar na de fusie tussen de AFL en de NFL verging het de Broncos niet veel beter in de nieuwe competitie, maar in 1973 wisten ze eindelijk hun eerste winning record te behalen. Dit was nog niet voldoende voor deelname aan de play-offs, maar wel het begin van een zeer sterke reeks: sinds dat seizoen hebben de Broncos tot op heden (2014) slechts zes seizoenen (van de 42) een losing record (meer nederlagen dan zeges) behaald.
In 1977 wonnen de Broncos voor het eerst hun divisie en plaatsten ook voor het eerst voor de play-offs. Na zeges op de Pittsburgh Steelers en de Oakland Raiders kwamen ze zelfs in de Super Bowl, maar in die wedstrijd waren de Dallas Cowboys te sterk.

### The Drive en The Fumble
De Broncos waren in de tweede helft van de jaren 80 een van de dominante teams in de NFL, ze wisten in die periode echter nooit de Super Bowl te winnen. In 1985 miste het team de play-offs nipt, maar een jaar later wonnen ze hun divisie en streden, na een zege op de New England Patriots, tegen de Cleveland Browns om een ticket voor Super Bowl XXI. In het vierde kwart van die wedstrijd stonden de Browns zeven punten voor en stonden de Broncos slechts twee meter van hun eigen end zone vandaan. Via een serie passes en loopacties slaagden de Broncos er echter in om het hele veld over te steken en de stand gelijk te trekken. Deze vijf minuten staan ook wel bekend als The Drive. De Broncos wonnen de wedstrijd uiteindelijk in de verlenging en mochten naar de Super Bowl. Daarin werd echter verloren van de New York Giants.
Een jaar later werd het vorige seizoen deels herhaald: de divisie-titel werd wederom binnengehaald en na zeges op de Houston Oilers streden de Broncos wederom met de Browns om een Super Bowl-ticket. Halverwege had Denver een comfortabele voorsprong (21–3), maar een sterk derde kwart van de Browns bracht de spanning wat terug (31–24). Hoewel de Browns in het vierde kwart de stand gelijk wisten te trekken, gingen de Broncos toch met een voorsprong de slotfase in (38–31). De Browns hadden een goede kans om de stand gelijk te trekken (en een verlenging uit het vuur te slepen); Earnest Byner stond op het punt om een touchdown te scoren, toen hij de bal verloor. Deze "fumble" werd in de Verenigde Staten zelfs zo bekend, dat de actie simpelweg bekendstond als The Fumble. Dankzij een safety kwamen de Browns nog tot 38–33, maar Denver trok wederom aan het langste eind. Ze mochten dus voor de derde maal naar de Super Bowl, maar hoewel ze in die wedstrijd na het eerste kwart een 10–0 voorsprong hadden tegen de Washington Redskins, werden ze in het tweede kwart helemaal weggeblazen: de Redskins scoorden 35 punten (een Super Bowl-record) en wonnen uiteindelijk met 42–10.
Na een matig seizoen in 1988, stonden de Broncos een jaar later voor de vierde maal (en voor de derde maal in vier jaar) in de Super Bowl. Na winst op de Pittsburgh Steelers stonden ze in het AFC Championship alweer tegenover de Cleveland Browns, maar dit keer gebeurde er niets bijzonders. De Broncos gingen vrijwel de hele wedstrijd aan de leiding en mochten het in Super Bowl XXIV opnemen tegen de San Francisco 49ers. Hierin waren ze echter nog kanslozer dan twee seizoenen terug tegen de Redskins: de 49ers scoorden acht touchdowns (een Super Bowl-record) en de Broncos maar een. Uiteindelijk verloren de Broncos met 55–10. Deze marge van 45 punten is (tot op 2014) eveneens een Super Bowl-record.

### Super Bowl-overwinningen
In de eerste zes jaar van de jaren 90 wisten de Broncos de resultaten uit het vorige decennium niet te evenaren. Afgezien van 1991, toen ze hun divisie-wonnen en het AFC Championship bereikten – haalden ze maar één keer een winning record. Dat was weliswaar voldoende voor deelname aan de play-offs, maar daarin verloren de Broncos direct.
In 1996 kwam de ommekeer: de Broncos wonnen hun divisie, behaalden dertien overwinningen (twee meer dan het op-een-na-beste team in de AFC) en hadden een goede kans om de Super Bowl te bereiken. Hun eerste wedstrijd in de play-offs verloren ze echter in eigen huis tegen de Jacksonville Jaguars, een van de grootste verrassingen in de geschiedenis van de NFL.
Het volgende seizoen wonnen de Broncos hun divisie niet, maar kregen door hun goede score (twaalf zeges) wel een thuiswedstrijd in de eerste ronde van de play-offs. Daarin waren de Jaguars de tegenstanders, maar Denver revancheerde zich middels een ruime overwinning. In de volgende ronde werd divisie-rivaal Kansas City Chiefs in een spannend uitduel verslagen en ook in de strijd om de AFC-titel trokken de Broncos aan het langste eind: de Pittsburgh Steelers dolven in eigen huis het onderspit, waardoor de Broncos zich voor de vijfde keer wisten te plaatsen voor de Super Bowl. In die wedstrijd wonnen tegen de Green Bay Packers hun eerste Super Bowl, waardoor ze niet de twijfelachtige eer kregen om (als eerste team ooit) vijf Super Bowls te verliezen.
In 1998 speelden de Broncos hun beste reguliere seizoen ooit; met veertien zeges waren ze het beste team in de AFC en het was dan ook niet verrassend dat ze in hun eerste play-off-wedstrijd de Miami Dolphins eenvoudig versloegen. In het AFC Championship hadden ze maar één kwart nodig om de New York Jets op hun knieën te dwingen (het ging in het derde kwart van 0–3 naar 20–10), waardoor ze hun titel konden verdedigen in Super Bowl XXXIII. Daarin waren de Atlanta Falcons de tegenstander. De Falcons (debutant in de Super Bowl) hadden dit jaar ook veertien zeges geboekt, maar toch waren de Broncos favoriet bij de bookmakers. Middels een 34–19 overwinning maakten de Broncos hun favorietenrol waar en wonnen ze voor de tweede keer de Super Bowl.
Het volgende seizoen raakten de Broncos hun sterspeler John Elway kwijt. Mede hierdoor werden ze niet gezien als kanshebber om weer de Super Bowl te winnen. Uiteindelijk eindigden ze zelfs als laatste in hun divisie, en wisten ze maar zes wedstrijden te winnen. Dat was een van de slechtste resultaten die een titelverdediger het volgende seizoen had behaald en het is tot op 2014 de enige keer dat de titelverdediger minstens tien wedstrijden verloor.

### 2000-heden
In het nieuwe millennium deden de Broncos het weliswaar aardig (in de eerste zeven jaar behaalden ze geen enkel losing record), maar prijzen werden er niet gepakt. De play-offs werden wel vier keer bereikt, maar drie keer werd er direct verloren. Van 2006 tot en met 2010 haalden ze geen enkele keer de play-offs; dat was de langste periode sinds hun play-off-debuut dat ze zich niet voor de play-offs wisten te plaatsen.
In 2011 haalden de Broncos voor de vijfde keer op rij geen winning record, al plaatsten ze zich – mede doordat hun divisiegenoten ook niet al te sterk voor de dag kwamen – wel voor de play-offs. Daarin wisten ze zelfs (na verlenging) te winnen van de Pittsburgh Steelers (nog maar hun tweede zege in een play-off-wedstrijd sinds dat ze Atlanta versloegen in de Super Bowl) voordat ze ten onder gingen bij de New England Patriots. In maart 2012 slaagden de Broncos erin om quarterback Peyton Manning te contracteren. Dit bleek een goede zet, want dat seizoen wonnen ze wederom hun divisie, ditmaal met dertien zeges (meer dan de vorige twee seizoenen samen). In de play-offs verloren echter direct hun eerste wedstrijd (tegen de Baltimore Ravens). Een jaar later werd de divisie wederom gewonnen en dit keer werd er wel gewonnen in de play-offs: de San Diego Chargers en de Patriots werden opzij gezet, waardoor de Broncos zich voor de zevende maal kwalificeerden voor de Super Bowl. Met de Seattle Seahawks kregen ze ook de zevende tegenstander tegenover zich. Hoewel ze licht favoriet waren om Super Bowl XLVIII te winnen, ging het al direct mis: Seattle kwam al na twaalf seconden op 2–0 dankzij een safety; de snelste score ooit in een Super Bowl. Deze klap kwamen de Broncos niet te boven, want het stond 36–0 voordat ze die nul van het scorebord wisten te poetsen. De eindstand van 43–8 betekende de vijfde Super Bowl-nederlaag voor de Broncos en de derde keer dat ze verloren met meer dan dertig punten verschil, iets wat vijf keer eerder was voorgekomen. Toch bleek deze nederlaag geen grote klap voor de Broncos, want in 2014 haalden ze hun vierde divisietitel op rij. Net als twee jaar terug verloren ze hun eerste playoff-wedstrijd, ditmaal tegen de Indianapolis Colts.
In februari 2016 wonnen de Broncos hun derde Super Bowl door de Carolina Panthers met 24–10 te verslaan in Super Bowl 50

## Stadion
Het Mile High Stadium was tot en met 2000 het thuisveld van de Broncos. Ze speelden ook sporadisch enkele wedstrijden in het DU Stadium, het American footballstadion van de Universiteit van Denver. In 2001 betrokken de Broncos het Invesco Field at Mile High, dat sinds 2011 Sports Authority Field at Mile High heet. Net als het oude stadion is ook het huidige stadion van de Broncos genoemd naar Mile-High City, de bijnaam van de stad Denver.

## Naam
De naam Broncos werd – uit 162 inzendingen – gekozen in een wedstrijd om het team een naam te geven. Het woord bronco komt oorspronkelijk uit het Spaans, waarin het "ruw" betekent. In de Verenigde Staten, vooral in het westen, wordt de term gebruikt om een niet- of deels getraind paard mee aan te duiden. Een bronco is dus geen specifiek paardenras.

## Resultaten
| Seizoen        | Competitie | Conf | Div  | Regulier seizoen | Regulier seizoen | Regulier seizoen | Regulier seizoen | Regulier seizoen | Play-offs                | Play-offs              | Play-offs             | Play-offs         |
| Seizoen        | Competitie | Conf | Div  | Plek             | W                | G                | V                | Pct              | Wild Card                | Divisional Playoff     | Championship          | Super Bowl        |
| -------------- | ---------- | ---- | ---- | ---------------- | ---------------- | ---------------- | ---------------- | ---------------- | ------------------------ | ---------------------- | --------------------- | ----------------- |
| 1960           | AFL        | West | West | 4e               | 4                | 1                | 9                | 0,308            |                          |                        |                       |                   |
| 1961           | AFL        | West | West | 3e               | 3                | 0                | 11               | 0,214            |                          |                        |                       |                   |
| 1962           | AFL        | West | West | 2e               | 7                | 0                | 7                | 0,500            |                          |                        |                       |                   |
| 1963           | AFL        | West | West | 4e               | 2                | 1                | 11               | 0,154            |                          |                        |                       |                   |
| 1964           | AFL        | West | West | 4e               | 2                | 1                | 11               | 0,154            |                          |                        |                       |                   |
| 1965           | AFL        | West | West | 4e               | 4                | 0                | 10               | 0,286            |                          |                        |                       |                   |
| 1966           | AFL        | West | West | 4e               | 4                | 0                | 10               | 0,286            |                          |                        |                       |                   |
| 1967           | AFL        | West | West | 4e               | 3                | 0                | 11               | 0,214            |                          |                        |                       |                   |
| 1968           | AFL        | West | West | 4e               | 5                | 0                | 9                | 0,357            |                          |                        |                       |                   |
| 1969           | AFL        | West | West | 4e               | 5                | 1                | 8                | 0,385            |                          |                        |                       |                   |
| AFL-NFL merger |            |      |      |                  |                  |                  |                  |                  |                          |                        |                       |                   |
| 1970           | NFL        | AFC  | West | 4e               | 5                | 1                | 8                | 0,385            |                          |                        |                       |                   |
| 1971           | NFL        | AFC  | West | 4e               | 4                | 1                | 9                | 0,308            |                          |                        |                       |                   |
| 1972           | NFL        | AFC  | West | 3e               | 5                | 0                | 9                | 0,357            |                          |                        |                       |                   |
| 1973           | NFL        | AFC  | West | 3e               | 7                | 2                | 5                | 0,571            |                          |                        |                       |                   |
| 1974           | NFL        | AFC  | West | 2e               | 7                | 1                | 6                | 0,536            |                          |                        |                       |                   |
| 1975           | NFL        | AFC  | West | 2e               | 6                | 0                | 8                | 0,429            |                          |                        |                       |                   |
| 1976           | NFL        | AFC  | West | 2e               | 9                | 0                | 5                | 0,643            |                          |                        |                       |                   |
| 1977           | NFL        | AFC  | West | 1e               | 12               | 0                | 2                | 0,857            | 34–21 v. Steelers        | 20–17 v. Raiders       | 10–27 v. Cowboys      |                   |
| 1978           | NFL        | AFC  | West | 1e               | 10               | 0                | 6                | 0,625            | Vrijstelling             | 33–10 @ Steelers       |                       |                   |
| 1979           | NFL        | AFC  | West | 2e               | 10               | 0                | 6                | 0,625            | 13–7 @ Oilers            |                        |                       |                   |
| 1980           | NFL        | AFC  | West | 4e               | 8                | 0                | 8                | 0,500            |                          |                        |                       |                   |
| 1981           | NFL        | AFC  | West | 2e               | 10               | 0                | 6                | 0,625            |                          |                        |                       |                   |
| 1982           | NFL        | AFC  | AFC  | 12e              | 2                | 0                | 7                | 0,222            |                          |                        |                       |                   |
| 1983           | NFL        | AFC  | West | 3e               | 9                | 0                | 7                | 0,563            | 31–7 @ Seahawks          |                        |                       |                   |
| 1984           | NFL        | AFC  | West | 1e               | 13               | 0                | 3                | 0,813            | Vrijstelling             | 17–24 v. Steelers      |                       |                   |
| 1985           | NFL        | AFC  | West | 2e               | 11               | 0                | 5                | 0,688            |                          |                        |                       |                   |
| 1986           | NFL        | AFC  | West | 1e               | 11               | 0                | 5                | 0,688            | Vrijstelling             | 22–17 v. Patriots      | 20–23 (n.v.) @ Browns | 39–20 @ Giants    |
| 1987           | NFL        | AFC  | West | 1e               | 10               | 1                | 4                | 0,700            | Vrijstelling             | 34–10 v. Oilers        | 38–33 v. Browns       | 10–42 v. Redskins |
| 1988           | NFL        | AFC  | West | 2e               | 8                | 0                | 8                | 0,500            |                          |                        |                       |                   |
| 1989           | NFL        | AFC  | West | 1e               | 11               | 0                | 5                | 0,688            | Vrijstelling             | 24–23 v. Steelers      | 37–21 v. Browns       | 10–55 v. 49ers    |
| 1990           | NFL        | AFC  | West | 5e               | 5                | 0                | 11               | 0,313            |                          |                        |                       |                   |
| 1991           | NFL        | AFC  | West | 1e               | 12               | 0                | 4                | 0,750            | Vrijstelling             | 26–24 v. Oilers        | 10–7 @ Bills          |                   |
| 1992           | NFL        | AFC  | West | 3e               | 8                | 0                | 8                | 0,500            |                          |                        |                       |                   |
| 1993           | NFL        | AFC  | West | 3e               | 9                | 0                | 7                | 0,563            | 42–24 @ Raiders          |                        |                       |                   |
| 1994           | NFL        | AFC  | West | 4e               | 7                | 0                | 9                | 0,438            |                          |                        |                       |                   |
| 1995           | NFL        | AFC  | West | 4e               | 8                | 0                | 8                | 0,500            |                          |                        |                       |                   |
| 1996           | NFL        | AFC  | West | 1e               | 13               | 0                | 3                | 0,813            | Vrijstelling             | 27–30 v. Jaguars       |                       |                   |
| 1997           | NFL        | AFC  | West | 2e               | 12               | 0                | 4                | 0,750            | 42–17 v. Jaguars         | 10–14 @ Chiefs         | 21–24 @ Steelers      | 31–24 v. Packers  |
| 1998           | NFL        | AFC  | West | 1e               | 14               | 0                | 2                | 0,875            | Vrijstelling             | 38–3 v. Dolphins       | 23–10 v. Jets         | 19–34 @ Falcons   |
| 1999           | NFL        | AFC  | West | 5e               | 6                | 0                | 10               | 0,375            |                          |                        |                       |                   |
| 2000           | NFL        | AFC  | West | 2e               | 11               | 0                | 5                | 0,688            | 21–3 @ Ravens            |                        |                       |                   |
| 2001           | NFL        | AFC  | West | 3e               | 8                | 0                | 8                | 0,500            |                          |                        |                       |                   |
| 2002           | NFL        | AFC  | West | 2e               | 9                | 0                | 7                | 0,563            |                          |                        |                       |                   |
| 2003           | NFL        | AFC  | West | 2e               | 10               | 0                | 6                | 0,625            | 41–10 @ Colts            |                        |                       |                   |
| 2004           | NFL        | AFC  | West | 2e               | 10               | 0                | 6                | 0,625            | 49–24 @ Colts            |                        |                       |                   |
| 2005           | NFL        | AFC  | West | 1e               | 13               | 0                | 3                | 0,812            | Vrijstelling             | 27–13 v. Patriots      | 17–34 v. Steelers     |                   |
| 2006           | NFL        | AFC  | West | 3e               | 9                | 0                | 7                | 0,563            |                          |                        |                       |                   |
| 2007           | NFL        | AFC  | West | 2e               | 7                | 0                | 9                | 0,438            |                          |                        |                       |                   |
| 2008           | NFL        | AFC  | West | 2e               | 8                | 0                | 8                | 0,500            |                          |                        |                       |                   |
| 2009           | NFL        | AFC  | West | 2e               | 8                | 0                | 8                | 0,500            |                          |                        |                       |                   |
| 2010           | NFL        | AFC  | West | 4e               | 4                | 0                | 12               | 0,250            |                          |                        |                       |                   |
| 2011           | NFL        | AFC  | West | 1e               | 8                | 0                | 8                | 0,500            | 29–23 (n.v.) v. Steelers | 45–10 @ Patriots       |                       |                   |
| 2012           | NFL        | AFC  | West | 1e               | 13               | 0                | 3                | 0,813            | Vrijstelling             | 35–38 (n.v.) v. Ravens |                       |                   |
| 2013           | NFL        | AFC  | West | 1e               | 13               | 0                | 3                | 0,813            | Vrijstelling             | 24–17 v. Chargers      | 26–16 v. Patriots     | 8–43 v. Seahawks  |
| 2014           | NFL        | AFC  | West | 1e               | 12               | 0                | 4                | 0,750            | Vrijstelling             | 13–24 v. Colts         |                       |                   |
| 2015           | NFL        | AFC  | West | 1e               | 12               | 0                | 4                | 0,750            | Vrijstelling             | 23–16 v. Steelers      | 20–18 v. Patriots     | 24–10 v. Panthers |
| 2016           | NFL        | AFC  | West | 3e               | 9                | 0                | 7                | 0,563            |                          |                        |                       |                   |
| 2017           | NFL        | AFC  | West | 4e               | 5                | 0                | 11               | 0,313            |                          |                        |                       |                   |
| 2018           | NFL        | AFC  | West | 3e               | 6                | 0                | 10               | 0,375            |                          |                        |                       |                   |
| 2019           | NFL        | AFC  | West | 2e               | 7                | 0                | 9                | 0,438            |                          |                        |                       |                   |
| 2020           | NFL        | AFC  | West | 4e               | 5                | 0                | 11               | 0,313            |                          |                        |                       |                   |
| 2021           | NFL        | AFC  | West | 4e               | 7                | 0                | 10               | 0,412            |                          |                        |                       |                   |
| 2022           | NFL        | AFC  | West | 4e               | 5                | 0                | 12               | 0,294            |                          |                        |                       |                   |
| 2023           | NFL        | AFC  | West | 3e               | 8                | 0                | 9                | 0,471            |                          |                        |                       |                   |
| 2024           | NFL        | AFC  | West | 3e               | 10               | 0                | 7                | 0,588            | 31–7 @ Bills             |                        |                       |                   |

| Kleur of afkorting | Betekenis                |
| ------------------ | ------------------------ |
| Geel               | Won Super Bowl           |
| Oranje             | Won AFL-titel voor 1970  |
| Rood               | Won Conference-titel     |
| Groen              | Won divisie              |
| Licht groen        | Geplaatst voor play-offs |
| Score v.           | Uitslag thuisduel        |
| Score @            | Uitslag uitduel          |

## Eregalerij
Super Bowls (3)
1997, 1998, 2015
Conference-titels (8)
1977, 1986, 1988, 1989, 1997, 1998, 2013, 2015
Divisie-titels (15)
1977, 1978, 1984, 1986, 1987, 1989, 1991, 1996, 1998, 2005
2011, 2012, 2013, 2014, 2015
Deelnamen play-offs (23)
1977, 1978, 1979, 1983, 1984, 1986, 1987, 1989, 1991, 1993
1996, 1997, 1998, 2000, 2003, 2004, 2005, 2011, 2012, 2013
2014, 2015, 2024

## Hall of Famers
De volgende voormalige spelers van de Broncos zijn opgenomen in de Pro Football Hall of Fame:
- John Elway
- Jerry Rice
- Terrell Davis
- Gary Zimmerman
- Floyd Little
- Shannon Sharpe
- Champ Bailey
- Steve Atwater
- Peyton Manning
- John Lynch
- Randy Gradishar
- Pat Bowlen (voormalig eigenaar)

## Bekende (oud-)spelers
- Harald Hasselbach, defensive end (1994-2001)
- Peyton Manning, quarterback (2012-2016)
- John Elway, quarterback (1983-1998)
- Darrent Williams, cornerback (2005-2006)
- Terrell Davis, running back (1995-2001)
- Shannon Sharpe, tight end (1990-1999; 2002-2003)
- Von Miller, outside linebacker (2011-2021)
- Demaryius Thomas, wide receiver (2010-)

## Supporters
Hoewel de Dallas Cowboys de bijnaam America's Team dragen, kunnen de Broncos ook aanspraak maken op die officieuze titel. In een enquête onder ruim 2500 Amerikanen kwamen zij uit de bus als het favoriete team van de meeste respondenten. Het was voor het eerst sinds 2006 dat de Cowboys niet eerste stonden in deze enquête. Als je echter kijkt naar het aantal volgers op Facebook, dan staan de Broncos (in 2015) slechts op de tiende plek. De populariteit van het team is mede te danken aan het feit dat de Broncos het enige NFL-team zijn in de verre omtrek. Ze zijn een van de twee teams die liggen in de Mountain States en de dichtstbijzijnde concurrent (de Kansas City Chiefs) speelt bijna 900 kilometer verderop. Volgens een kaart van Twitter, gebaseerd op de locatie van de volgers van de officiële accounts, zijn de Broncos het populairste team in vrijwel heel Colorado, Utah en Wyoming. Ook in de meeste county's van Montana en Nebraska zijn fans van de Broncos in de meerderheid.
De Broncos spelen hun thuisduels altijd voor een uitverkocht stadion. Sinds ze in 1970 de NFL betraden, is elke thuiswedstrijd uitverkocht geweest. Van alle teams in de competitie hebben enkel de Washington Redskins een langere reeks uitverkochte thuisduels.